# Парк Будівельників (Ростов-на-Дону)
Парк Будівельників (рос. Парк Строителей), також Парк Культури Будівельників (рос. Парк Культуры Строителей) — один з парків Ростова-на-Дону, який був закладений на початку XX століття на місці міщанської садиби. Парк розташований у Жовтневому районі міста.

## Історія
Раніше на місці парку Будівельників перебував Новопоселенский сад. Він був заснований в 1903 році, в період будівництва будівлі Народного театру. Раніше на цьому місці розташовувалася садиба міщанина Гарбуза, яка користувалася поганою славою, а близько помістя перебував Гарбузкин сад, названий за прізвищем власника маєтку. На території саду були посаджені цілі ділянки з фруктовими деревами. Потрапити в Новопоселенский сад можна було з кількох сторін, тому що існувало кілька входів. Перший вхід знаходився з боку Будьонівського проспекту, і він вважався головним входом. Другий був розташований з боку Поштового провулка, навпроти 5-ї вулиці. З боку вулиці 6-й було розташовано 2 алеї, одна йшла від головного входу до входу з Поштового провулка і виходила на 5-ю вулицю. Інша алея йшла перпендикулярно першим, починалася від північного входу з 6-ї вулиці, і доходила до місця, де пізніше була побудована закрита естрада. З часом у південно-західній частині парку з'явилася танцмайданчик. Уздовж Поштового провулка, на території від входу до вулиці 6-й був побудований літній ресторан. Територія парку розбивалася на квадрати, її перетинали доріжки, які були засипані тирсою. З часом тут посадили липи, акації, декоративні чагарники і зробили клумби. Першою огорожею саду була металева решітка, з часом з'явився паркан. На північно-східній стороні парку був розташований літній театр: дерев'яна конструкція, яка містила жалюзі розсувні, що використовувалися для провітрювання приміщення.
Станом на 1909 рік Новопоселенский сад був одним із двох існуючих садів Ростова-на-Дону для міського користування — другим об'єктом такого плану був названий Міський сад. Територія обох садів була зайнята насадженнями дерев, загальна площа яких займала 13 десятин землі. На збереженому плані міста згідно редакції 1911 року, територія зелених насаджень носила назву саме Новопоселенского саду.
Територія Новопоселенского саду в місті Ростові-на-Дону розташовувалася між Поштовим провулком і Таганрозьким проспектом, проходила по Шостій вулиці. У документах збереглися згадки про сад, створені до 1917 року.
Потім Новопоселенский сад був перейменований і став називатися парком імені В. Маяковського. Це сталося у період 1940-х — 1950-х років. Його власником став Окружний Будинок Офіцерів СКВО. У цей період парк був упорядкований і відреставрований, були приведені в порядок клумби, з'явилися нові зелені насадження. Головну алею парку заасфальтували, а газони очистили. По території парку з'явилися нові лавки, були обладнані волейбольний і тенісний майданчик. В період з весни до осені на обладнаній кіномайданчику проходив перегляд хронікально-документальних фільмів. У 1960-х роках військові залишили це місце, протягом десятиліття благоустроєм парку ніхто не займався, все прийшло в занепад. При мері міста Г. Коновалова, паркани навколо парку були зламані. Парк стали відвідувати городяни, в результаті чого багато клумби і газони були витоптані, а лавки та інші об'єкти — зламані.
Парк був перейменований в Парк Культури Будівельників і урочисто відкритий 7 листопада 1976 року. Він знову став відвідуватися людьми і вважатися місцем відпочинку. В кінці 1970-х років у парку на спеціальну алею молодят приїжджали молодята після реєстрації, для того, щоб посадити своє дерево. Алея ставала більше, але до кінця XX століття не збереглась. У 1987 році на північній частині парку з'явився пам'ятник жертвам сталінських репресій.
В кінці XX — на початку XXI століття парк знаходиться в незадовільному стані. Від колишніх доріжок, клумб і планування в цілому мало що залишилося. Був знищений декоративний чагарник і багато інші насадження та об'єкти.

## Галерея

Права сторона меморіалу пам'яті жертвПрава сторона меморіалу пам'яті жертв
Ліва сторона меморіалуЛіва сторона меморіалу
За центральною частиною меморіалуЗа центральною частиною меморіалу